# (38058) 1999 CA35
1999 CA35 (asteroide 38058) é um asteroide da cintura principal. Possui uma excentricidade de 0.15727890 e uma inclinação de 3.65228º.
Este asteroide foi descoberto no dia 10 de fevereiro de 1999 por LINEAR em Socorro.